# Episodi di Ritorno al futuro (serie animata) (seconda stagione)
La seconda stagione della serie televisiva Ritorno al futuro è stata trasmessa negli Stati Uniti dalla CBS tra il 19 settembre e il 26 dicembre 1992.
Gli ultimi due episodi non sono stati trasmessi in Italia.
| nº | Titolo originale                                           | Titolo italiano                 | Prima TV USA      | Prima TV Italia |
| -- | ---------------------------------------------------------- | ------------------------------- | ----------------- | --------------- |
| 1  | Mac the Black                                              | Mac the Black                   | 19 settembre 1992 |                 |
| 2  | Put on Your Thinking Caps, Kids! It's Time for Mr. Wisdom! | Doc Brown contro Mr. Wisdom     | 26 settembre 1992 |                 |
| 3  | A Friend In Deed                                           | Un atto legale poco legale      | 3 ottobre 1992    |                 |
| 4  | Marty McFly PFC                                            | Il soldato semplice Marty McFly | 17 ottobre 1992   |                 |
| 5  | Verne's New Friend                                         | Il nuovo amico di Verne         | 24 ottobre 1992   |                 |
| 6  | Bravelord and the Demon Monstrux                           | Bravelord e il Demone Monstrux  | 31 ottobre 1992   |                 |
| 7  | The Money Tree                                             | L'albero dei soldi              | 7 novembre 1992   |                 |
| 8  | A Verne by Any Other Name                                  | Verne vuole cambiare nome       | 14 novembre 1992  |                 |
| 9  | Hill Valley Brown-Out                                      | Black-out a Hill Valley         | 21 novembre 1992  |                 |
| 10 | My Pop's an Alien                                          | Papi è un alieno                | 5 dicembre 1992   |                 |
| 11 | Super Doc                                                  | Super Doc                       | 12 dicembre 1992  |                 |
| 12 | St. Louis Blues                                            |                                 | 19 dicembre 1992  |                 |
| 13 | Verne Hatches an Egg                                       |                                 | 26 dicembre 1992  |                 |